# Peredovói (Krasnodar)
Peredovói (del ruso: Передовой) es un posiólok del raión de Novokubansk, en el krai de Krasnodar de Rusia. Está situado en las llanuras cercanas a la orilla derecha del río Kubán, 19 km al sureste de Novokubansk y 180 km al este de Krasnodar. Tenía 591 habitantes en 2010.
Pertenece al municipio Prikubánskoye.